# Eugen Bopp
Eugen Bopp (Kiev, settembre 1983) è un ex calciatore tedesco, di ruolo centrocampista.

## Biografia
Suo fratello maggiore Viktor è stato a sua volta un calciatore professionista; ha origini ucraine (suo padre è tedesco, la madre ucraina).

## Caratteristiche tecniche
Era un centrocampista centrale dotato di un'ottima tecnica individuale ma piuttosto lento.

## Carriera

### Club
Nell'estate del 2000, all'età di 17 anni, lascia il settore giovanile del Bayern Monaco per andare a giocare in quello degli inglesi del Nottingham Forest, con cui nell'estate del 2001, appena maggiorenne, viene aggregato alla prima squadra, militante nella seconda divisione inglese. La sua prima stagione è piuttosto positiva, in quanto nonostante la giovane età gioca 19 partite di campionato e vi segna anche una rete; tuttavia, nella stagione 2002-2003, dopo un inizio di stagione da titolare (13 presenze e 2 reti) subisce un grave infortunio in una partita di campionato contro il Derby County, che pone fine anzitempo alla sua stagione ma in realtà ha strascichi anche sul resto della carriera: Bopp, infatti, non torna più a giocare sui livelli del suo primo biennio da professionista, pur giocando per altre due stagioni in seconda divisione con discreti minutaggi (15 e 18 presenze rispettivamente) con il Forest, con cui poi rimane anche nella stagione 2005-2006, in cui gioca 12 partite in terza divisione. Nell'estate del 2006 si svincola e successivamente firma un contratto di un anno con il Rotherham Utd, con cui nella stagione 2007-2008 segna 5 reti in 29 presenze, sempre in terza divisione. Nell'estate del 2007 si accasa poi al Crewe Alexandra, altro club di terza divisione, dove rimane per due stagioni giocando però solamente 17 partite totali.
Nell'estate del 2009 sostiene un provino con il Portsmouth, club di prima divisione, con cui finisce per restare aggregato per alcuni mesi (nei quali gioca anche degli incontri con la squadra riserve), senza però di fatto mai firmare un vero e proprio contratto. In seguito, torna in patria e trascorre la seconda parte della stagione 2009-2010 nella squadra riserve dell'Hannover 96, con cui gioca 11 partite nella quarta divisione tedesca. Il 7 dicembre 2010 passa quindi al Carl Zeiss Jena, club della terza divisione tedesca, con cui firma un contratto fino al termine della stagione 2010-2011, nella quale gioca 16 partite senza mai segnare.
Trascorre poi un nuovo periodo relativamente lungo senza contratto: torna infatti a giocare solamente il 22 marzo 2012, firmando un contratto fino al termine della stagione 2011-2012 con lo York City, club di Conference National (quinta divisione e più alto livello calcistico inglese al di fuori della Football League). La sua esperienza con i Mistermen risulta però piuttosto fugace: debutta infatti subentrando dalla panchina il 30 marzo 2012 nella vittoria esterna per 2-1 sul campo del Luton Town per poi giocare da titolare nel successivo turno di campionato, in casa contro il Fleetwood Town, nel quale subisce un infortunio ad una spalla che pone anzitempo fine alla sua stagione, dopo sole 2 presenze. Lo York City finirà poi per vincere i play-off e conquistare così la promozione in quarta divisione, decidendo però di non riconfermare Bopp per la stagione successiva. Nell'estate del 2014, dopo due anni di inattività, sostiene un provino di quasi un mese con l'Hartlepool Utd, club della quarta divisione inglese, che però non si concretizza in un contratto; nel giugno del 2015, dopo un'ulteriore stagione (la terza consecutiva) inattivo, riprende a giocare al Dunkirk, club di Midland Football League (ottava divisione), in cui ricopre contemporaneamente il doppio ruolo di giocatore e di vice allenatore; nell'ottobre del 2015 viene poi ceduto in uno scambio con Dan Fletcher al Basford Utd, club di Northern Premier League Division One South (ottava divisione), dove conclude la stagione e, di fatto, anche la carriera.

### Nazionale
Nel 2001 ha giocato 2 partite nella nazionale tedesca Under-19.

## Palmarès

### Club

#### Competizioni nazionali
- FA Trophy: 1

York City: 2011-2012

#### Competizioni regionali
- Notts Senior Cup: 1

Basford United: 2015-2016